# Popești, Vrancea
Popești este satul de reședință al comunei cu același nume din județul Vrancea, Muntenia, România.